# Soyuz TMA-08M
Soyuz TMA-08M o СОЮЗ TMA-08M —lanzado el 28 de marzo de 2013— es un vuelo espacial a la Estación Espacial Internacional, transportando tres tripulantes miembros de la Expedición 35. TMA-08M es el vuelo número 117 de una nave espacial Soyuz desde su lanzamiento inicial en 1967. 
La Soyuz TMA-08M rusa utiliza el nuevo esquema de 6 horas de vuelo rápido, desarrollado por la RSA y previamente ensayado por el Progress M-16M y el 17M-M en lugar de los habituales dos días de viaje, por lo que es posible que los miembros de la tripulación abandonen las instalaciones de la Estación Espacial Internacional en menos tiempo que en un típico vuelo trasatlántico.
La Soyuz permanecerá a bordo de la estación espacial sirviendo como vehículo de escape de emergencia.

## Tripulación
| Puesto               | Miembro de la tripulación                                | Miembro de la tripulación                                |
| -------------------- | -------------------------------------------------------- | -------------------------------------------------------- |
| Comandante           | Pável Vinográdov, Roscosmos Expedición 35 Tercer vuelo   | Pável Vinográdov, Roscosmos Expedición 35 Tercer vuelo   |
| Ingeniero de vuelo 1 | Aleksandr Misurkin, Roscosmos Expedición 35 Primer vuelo | Aleksandr Misurkin, Roscosmos Expedición 35 Primer vuelo |
| Ingeniero de vuelo 2 | Christopher Cassidy, NASA Expedición 35 Segundo vuelo    | Christopher Cassidy, NASA Expedición 35 Segundo vuelo    |

### Tripulación de respaldo
| Puesto               | Miembro de la tripulación                 | Miembro de la tripulación                 |
| -------------------- | ----------------------------------------- | ----------------------------------------- |
| Comandante           | Oleg Kótov, Roscosmos Primer vuelo        | Oleg Kótov, Roscosmos Primer vuelo        |
| Ingeniero de vuelo 1 | Serguéi Riazanski, Roscosmos Primer vuelo | Serguéi Riazanski, Roscosmos Primer vuelo |
| Ingeniero de vuelo 2 | Michael S. Hopkins, NASA Primer vuelo     | Michael S. Hopkins, NASA Primer vuelo     |